# Socimi 8845
Le SOCIMI 8845 est un modèle de trolleybus fabriqué par le constructeur italien SOCIMI SpA en 1991 et 1992 sur commande des villes de Cagliari en Sardaigne et de Milan. 
Ce modèle succède au modèle Socimi 8839, repose sur un châssis Iveco 480 de 12 mètres à 2 essieux avec moteur auxiliaire Fiat V.I.. Le nombre de places est de 20 assises et un global de 116. Le rayon de giration est réduit à 9 mètres.
Les premiers exemplaires furent livrés en 1991, en particulier 16 furent destinés à la société des transports publics CTM de Cagliari immatriculés 636 à 651. En 1992 furent livrés les exemplaires commandés par l'ATM de Milan. Tous les véhicules construits sont en service dans les deux agglomérations.

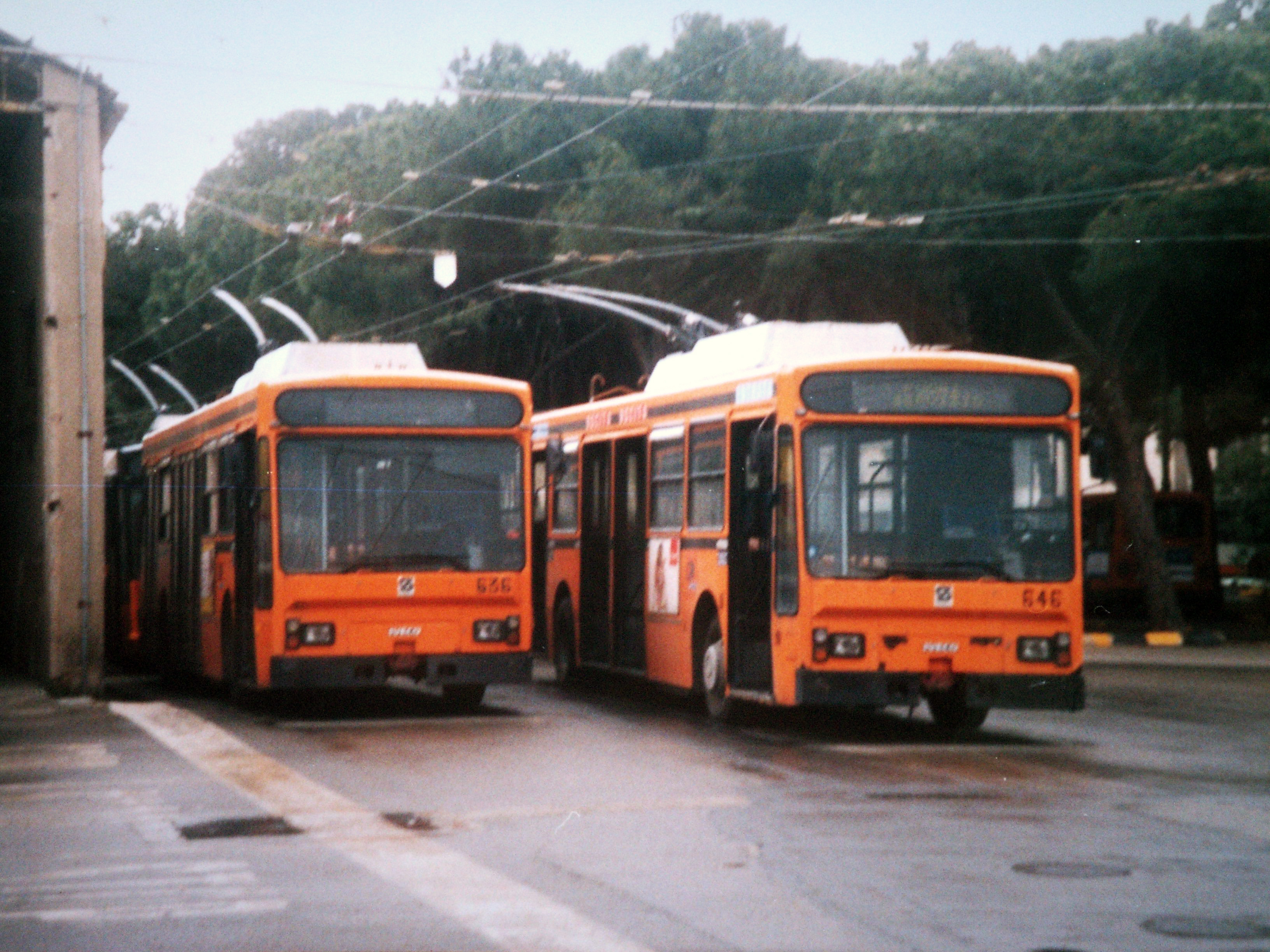
Trolleybus Socimi 8845 à Cagliari